# Heshikiya Chōbin
 (août 2013).
Heshikiya Chōbin (平敷屋朝敏) (1700–1734) est un des meneurs d'un complot destiné à renverser Sai On, premier conseiller royal du roi Shō Kei du royaume de Ryūkyū, complot pour lequel il est arrêté et exécuté. Chōbin est un érudit de la littérature japonaise et membre d'une faction pro-Japon dans le gouvernement du royaume.

## Biographie
Petit-fils d'un érudit d'études japonaises, Heshikiya Chōbin, réputé être très talentueux, étudie le Japon à partir d'un très jeune âge.
En tant que membre d'une des missions de Ryūkyū à Edo en 1718, Chōbin a l’occasion d'étudier des sujets japonais sur place et d'assister à des représentations de théâtre kabuki, nô et ningyō jōruri (théâtre de marionnettes). À son retour à Okinawa, il est témoin des premières représentations de kumi odori, maintenant une forme majeure des danses Ryūkyū traditionnelles, et crée sa propre pièce selon cette forme, une histoire d'amour intitulée « Le destin des eaux de lavage » (手水 の 縁, temizu no en), dans laquelle il incorpore une critique politique et évoque la colère du roi Shō Kei. Avec Tomoyose Anjō (友寄安乗), son camarade fonctionnaire du gouvernement d'Okinawa, il compose en 1734 une lettre aux services judiciaires du domaine de Satsuma du Japon, dont le royaume de Ryūkyū est vassal, lettre dans laquelle il critique le gouvernement du royaume, en particulier le conseiller royal Sai On, qu'il accuse d'être pro-chinois. Lorsque le gouvernement royal est informé de l'existence de cette lettre, Chōbin est arrêté et crucifié et quatorze autres personnes sont également exécutées.
Une légende raconte que Heshikiya et la fille de Shō Kei sont amants, et que quand il est exécuté, elle se jette des murs du château. Il se dit que seule sa jambe est retrouvée, et de ce jour un pavillon particulier dans les jardins du château en est venu à être connu comme le « pavillon à une jambe » (Kunra gushiku).